# Distrito de Balaka
El distrito de Balaka es uno de los veintisiete distritos de Malaui y uno de los doce de la Región del Sur. Cubre un área de 2.193 km² y alberga una población de 438 379 personas. La capital es Balaka.
- Datos: Q870044